# Kozioróg bukowiec
Kozioróg bukowiec (Cerambyx scopolii) – chrząszcz z rodziny kózkowatych.

## Morfologia
Chrząszcz jednolicie smolistobiało- niebieski. Pokrywy na przedzie ciała silnie pomarszczone, przedplecze z poprzecznymi fałdami. Długość ciała 17 - 30 mm. Długości czułków u samic mierzy mniej więcej tyle co całe ciało, u samców czułki są o połowę dłuższe od długości ciała. Gatunek cechuje dymorfizm płciowy uda ostatniej pary odnóży u samców dochodzą do końca odwłoka, u samic są one nieco krótsze. Dorosła larwa osiąga 25 mm długości.

## Ekologia
Samica składa jaja pojedynczo w spękaniach kory oraz w martwe części grubych, starych ale żywych drzew. Wybiera zwykle okazy osłabione i uszkodzone przez choroby grzybicze, inne owady, zmianą warunków środowiska, nagłe odsłonięcie na skutek wycinki lasu. Kozioróg bukowiec nigdy nie zasiedla drzew tworzących duże, zwarte skupiska. W pierwszej kolejności atakowane są części drzewa u podstawy pnia, wystawione na południe i nie zacienione. Cykl rozwoju larwalnego dwuletni, ale może trwać do 3 lub 4 lat. W pierwszym roku larwy najpierw żywią się korą, potem łykiem, a w końcu drewnem, w którym drążą szerokie i głębokie korytarze. Korytarze wypełnione są grubymi trocinkami barwy brunatnej i białej. Larwa wygryza kolebkę na końcu hakowatego korytarza. Przepoczwarczenie zaczyna się w czerwcu trzeciego roku. Kolebki poczwarkowe, znajdująca się na końcu hakowatych korytarzy larwalnych, są zaczopowane zatyczką z wiórków i węglanu wapnia (wytworzonego przez cewki Malpighiego). Chrząszcze legną się w sierpniu, zimę spędzają wewnątrz drzewa, w wydrążonych przez larwy korytarzach, które opuszczają w następnym roku. Pojaw postaci dojrzałych trwa od maja do lipca, czasami nawet w sierpniu. Od momentu wylotu chrząszczy i rozpoczęcia tak zwanej rójki żyją one jeszcze kilka tygodni. Owady są aktywne w ciągu dnia i odbywają loty przy słonecznej pogodzie. Siadają na drzewach z wyciekami soków z ran i na kwiatach baldaszkowatych. Chrząszcz preferuje stanowiska nasłonecznione.
Rośliny żywicielskie larwy: buk, klon, dąb, grab, jesion, wiąz, czereśnia, grusza, wiśnia.
Wrogami chrząszcza 
są m.in.: dzięcioły, mrówki, larwy i postacie dojrzałe chrząszczy z rodziny przekraskowatych, pasożytnicze błonkówki.
Środowiskiem życia owada są lasy mieszane, lasy regla dolnego, stare sady owocowe i ogrody oraz zadrzewienia miejskie.

## Zasięg występowania
Gatunek występuje w środkowej i południowej części Europy, w Afryce Północnej, Azji Mniejszej, Syrii i na Kaukazie, znany z Danii, południowej Szwecji. W Europie zasiedla drzewa na nizinach i pogórzach (w Alpach szwajcarskich znajdowany na wysokości 1500 m n.p.m.).
W Polsce występuje tylko w zachodniej i południowej części kraju, a więc zgodnie z naturalnym rozmieszczeniem buka.
Stanowiskami lęgowymi są martwe części żywych drzew, drzewa martwe - stojące, pniaki, strefa przyziemna.

## Ochrona
Gatunek objęty jest w Polsce częściową ochroną gatunkową.